# Углицьке князівство
Углицьке князівство (рос. Углицкое/Угличское княжество) — руське удільне князівство з центром в Угличі. Існувало протягом 1216–1605 років (з перервами).

## Історія
Виділилося зі складу Ростовського князівства, коли його перший князь Костянтин Всеволодович, ставши в 1216 Великим князем владимирським, розділив Ростовське князівство між синами

## Правителі Углицького князівства

### Удільні князі
1. Володимир Костянтинович (1216 — 1249)
2. Андрій Володимирович (1249 — 1261)
3. Роман Володимирович (1261 — 1285)
4. Дмитро Борисович (1286 — 1288)
5. Костянтин Борисович (1289 — 1294)
6. Олександр Костянтинович (1294 — 1302)
7. Юрій Олександрович (1302 — 1320)

### Князі—московськінамісники
1. Петро Дмитрович (1389 — 1405)
2. Володимир Андрійович Хоробрий (1405 — 1410)
3. Костянтин Дмитрович (1410 — 1433)
4. Дмитро Юрійович Красний (1433 — 1441)
5. Дмитро Юрійович Шемяка (1441 — 1448)
6. Андрій Васильович Большой (Горяй) (1462 — 1492)
7. Дмитро Іванович Жилка (1506 — 1521)
8. Юрій Васильович (1534 — 1564)
9. Царевич Димитрій Углицький (1584 — 1591)
10. Густав Еріксон Ваза (1601 — 1605)